# IC 2380
IC 2380 ist eine Galaxie vom Hubble-Typ S? im Sternbild Krebs auf der Ekliptik, welche etwa 705 Millionen Lichtjahre von der Milchstraße entfernt ist.
Das Objekt wurde am 24. Januar 1898 von Stéphane Javelle entdeckt.